# Рош, Ален
Але́н Рош (фр. Alain Roche; 14 октября 1967, Брив-ла-Гайард) — французский футболист, защитник. Провёл 25 матчей и забил 1 гол в составе сборной Франции, в составе которой в 1996 году выиграл бронзовые медали на чемпионате Европы.
На клубном уровне выступал за клубы «Бордо» с 1985 по 1989 год, «Олимпик Марсель» с 1989 по 1990 год, «Осер» с 1990 по 1992 год, «Пари Сен-Жермен» с 1992 по 1998 год, испанскую «Валенсию» с 1998 по 2000 год и вновь Бордо, в котором завершил карьеру в 2002 году.
Рош — трёхкратный чемпион Франции, 5-кратный обладатель Кубка Франции, обладатель Кубка Испании, дважды обладатель Кубка французской лиги и обладатель Кубка Кубков 1996 года.

## Статистика
| Сезон   | Клуб            | Дивизион                 | Чемпионат           | Кубок Европы           | Сборная Франции  |
| ------- | --------------- | ------------------------ | ------------------- | ---------------------- | ---------------- |
| 1985/86 | Бордо           | Флаг Франции (1974—2020) | 18 матчей / 2 голов | —                      | -                |
| 1986/87 | Бордо           | Флаг Франции (1974—2020) | 28 матчей           | 5 матчей (C2)          | -                |
| 1987/88 | Бордо           | Флаг Франции (1974—2020) | 34 матчей / 2 гола  | 6 матчей (C1)          | -                |
| 1988/89 | Бордо           | Флаг Франции (1974—2020) | 33 матчей           | 5 матчей / 1 гол (C3)  | 2 матча          |
| 1989/90 | Олимпик Марсель | Флаг Франции (1974—2020) | 25 матчей           | 2 матча (C1)           | -                |
| 1990/91 | Осер            | Флаг Франции (1974—2020) | 38 матчей / 2 гола  | —                      | -                |
| 1991/92 | Осер            | Флаг Франции (1974—2020) | 38 матчей / 5 голов | 4 матча (C3)           | -                |
| 1992/93 | Пари Сен-Жермен | Флаг Франции (1974—2020) | 34 матчей / 4 гола  | 8 матчей (C3)          | 5 матчей / 1 гол |
| 1993/94 | Пари Сен-Жермен | Флаг Франции (1974—2020) | 30 матчей / 2 гола  | 7 матчей (C2)          | 7 матчей         |
| 1994/95 | Пари Сен-Жермен | Флаг Франции (1974—2020) | 32 матчей / 2 гола  | 11 матчей / 1 гол (C1) | 6 матчей         |
| 1995/96 | Пари Сен-Жермен | Флаг Франции (1974—2020) | 14 матчей           | 4 матча (C2)           | 5 матчей         |
| 1996/97 | Пари Сен-Жермен | Флаг Франции (1974—2020) | 21 матчей           | 4 матча / 1 гол (C2)   | -                |
| 1997/98 | Пари Сен-Жермен | Флаг Франции (1974—2020) | 22 матчей           | 6 матчей (C1)          | -                |
| 1998/99 | Валенсия        | Флаг Испании             | 29 матчей           | 3 матча / 1 гол (C3)   | -                |
| 1999/00 | Валенсия        | Флаг Испании             | 2 матча             | —                      | -                |
| 2000/01 | Бордо           | Флаг Франции (1974—2020) | 27 матчей / 2 гола  | 8 матчей (C3)          | -                |
| 2001/02 | Бордо           | Флаг Франции (1974—2020) | 19 матчей           | 4 матча (C3)           | -                |